# Удмуртия
Удму́ртия, или Удму́ртская Респу́блика (удм. Удмурт Элькун), — субъект Российской Федерации, республика в её составе.
Входит в состав Приволжского федерального округа, является частью Уральского экономического района. Граничит на западе и севере с Кировской областью, на востоке — с Пермским краем, на юге — с Татарстаном, на юго-востоке — с Башкортостаном. Столица — город Ижевск.
Образована как Удмуртская (до 1931 года — Вотская) автономная область 4 ноября 1920 года. 28 декабря 1934 года преобразована в Удмуртскую Автономную Социалистическую Советскую Республику. 20 сентября 1990 года Верховный совет республики принял Декларацию о государственном суверенитете Удмуртской Республики. С 11 октября 1991 года — Удмуртская Республика.

## История
| № | Наименование                                                      | Дата образования(преобразования) |
| - | ----------------------------------------------------------------- | -------------------------------- |
| 1 | Вотская автономная область (Автономная Область Вотякского Народа) | 4 ноября 1920 года               |
| 2 | Удмуртская автономная область                                     | 1 января 1932 года               |
| 3 | Удмуртская Автономная Советская Социалистическая Республика       | 28 декабря 1934 года             |
| 4 | Удмуртская Республика                                             | 11 октября 1991 года             |

### Древний период
Первые постоянные поселения людей в Прикамье появились за 8—6 тыс. лет до н. э. Известно несколько археологических культур, связываемых с пермянами (предками коми и удмуртов) — ананьинская, пьяноборская, мазунинская, поломская и чепецкая. На рубеже 1—2 тысячелетий нашей эры происходит формирование собственно удмуртского этноса (старое русское название удмуртов — отя́ки, вотя́ки).

### В составе Российского государства
С XIII по XV века северные удмурты, жившие в бассейне Чепцы, постепенно вошли в состав древнерусской Вятской республики. В 1489 году, в результате похода Даниила Щени, они перешли в состав Московского государства. Вятская земля была преобразована в Хлыновский уезд, в котором продолжала жить северная часть удмуртов.
Южные удмурты в это время входили в состав Казанского ханства. После завоевания царём Иваном Грозным Казани в 1552 году, произошло вхождение и южных удмуртов в состав Русского царства. Они оказались в составе уже Казанского уезда.
В 1731 году для Казанской и Нижегородской епархий была учреждена комиссия новокрещёных дел, началось массовое обращение удмуртов в христианство.
В 1774—1775 годах жители южного Прикамья принимали участие в крестьянской войне под предводительством Емельяна Пугачёва.
Во второй половине XIX века происходило бурное развитие промышленного производства, открываются новые фабрики, училища, гимназии. В 1899 году была проведена сквозная железнодорожная магистраль Пермь — Котлас.
В XVIII — начале XX века удмуртские земли входили в состав Вятской губернии (Глазовский и Сарапульский, частично Елабужский и Малмыжский уезды).

### Советский период
Как государственное образование Удмуртия возникла после Октябрьской социалистической революции. В 1918—1919 годах на территории современной Удмуртии шли бои Красной армии с белогвардейцами. 31 июля 1918 при Народном комиссариате по делам национальностей (Наркомнац) был учреждён Удмуртский (Вотский) отдел, который начал подготовку к созданию автономии удмуртского народа. 4 ноября 1920 года В. И. Ленин подписал постановление (по другим данным — декрет) ВЦИК и СНК РСФСР об образовании ряда новых автономных областей, в котором, в частности, говорилось:
образовать… автономные области трудовых народов — калмыцкого, марийского и вотяцкого.
На совместном заседании областного бюро РКП(б) и ревкома было решено объявить 27 февраля 1921 года днём празднования образования Вотской автономной области:70—72.
1 января 1932 года постановлением ВЦИК СССР название области было изменено:108:
Ввиду того, что коренное население Вотской автономной области… является удмуртским народом.
переименовать Вотскую автономную область в Удмуртскую автономную область.
28 декабря 1934 года ВЦИК СССР принял постановление «О преобразовании Удмуртской автономной области в Удмуртскую Автономную Советскую Социалистическую Республику»:109.
14 марта 1937 года II Чрезвычайный съезд Советов Удмуртской Автономной Советской Социалистической республики принял первую конституцию Удмуртской АССР.
Во время Великой Отечественной войны в Удмуртию были эвакуированы около 40 предприятий, также было налажено производство вооружений для фронта. В послевоенное время на территории Удмуртии были построены многие крупные промышленные предприятия — автомобильный завод, «Ижтяжбуммаш» и другие.
20 июня 1958 года Удмуртская АССР была награждена орденом Ленина, ряду выдающихся представителей республики было присвоено звание Героя Социалистического Труда, вручены другие высокие государственные награды.
В 1970 году республика была награждена орденом Октябрьской революции.
А 20 декабря 1972 года награждена орденом Дружбы народов, в честь этого в Ижевске был открыт монумент «Дружба народов», который до сих пор является основной памятной и визитной карточкой столицы Удмуртской Республики.
31 мая 1978 года Верховный Совет Удмуртской АССР принял новую Конституцию УАССР.

### В составе Российской Федерации
11 октября 1991 года Верховный Совет Удмуртской АССР принял закон, согласно которому Удмуртская АССР приобрела новое название — Удмуртская Республика. Распад СССР вызвал глубокий кризис экономики Удмуртии, который особенно сильно поразил машиностроительную отрасль.
7 декабря 1994 года была принята Конституция Удмуртской Республики.

## Географические данные
Республика расположена в европейской части России на востоке Восточно-Европейской равнины (в Предуралье), примерно между 56°00' и 58°30' северной широты и 51°15' и 54°30' восточной долготы, в бассейнах рек Камы и Вятки. Протяжённость территории с запада на восток — 180 километров, с севера на юг — 270 километров.

### Рельеф
Территория Удмуртии располагается на Прикамской части Восточно-Европейской равнины, которая постепенно переходит в Предуралье. На равнине чередуются возвышенные и низменные участки, изрезанные многочисленными речными долинами, логами, оврагами. Поверхность территории республики имеет лёгкий уклон с востока на запад и с севера на юг. Наивысшая точка — 332,6 метра, расположена на северо-востоке республики на Верхнекамской возвышенности. Самая низкая точка республики — 52 метра, в юго-западной части, почти на границе с Республикой Татарстан, в пойме реки Вятки.

### Климат
Удмуртия находится в зоне внутриконтинентального климата, для которого характерны жаркое лето и холодные многоснежные зимы.
Среднегодовая температура на территории республики колеблется от 1,0 до 2,5 °C. Самый тёплый месяц года — июль (+17,5…+19 °C), самый холодный — январь (−14…−15 °C). Максимальные температуры достигают +38…+39 °C. Абсолютный минимум был зафиксирован 31 декабря 1978 года, когда температура опустилась ниже −50 °C. Период со среднесуточной температурой ниже 0 °C длится 160—175 дней, начинаясь в конце октября и заканчиваясь в начале апреля.
Среднегодовое количество осадков составляет 500—600 мм. В тёплый период (выше 0 °C) выпадает 65—75 % годовой суммы осадков. Максимум осадков приходится на июль (62—74 мм), минимум — на февраль (24—32 мм). Больше всего увлажняется осадками северо-восточная часть республики, меньше всего — юго-западная. Вегетационный период длится около 150 дней.
Устойчивый снежный покров образуется в начале-середине ноября, самое позднее — в начале декабря. Максимальной величины его высота достигает в середине марта, в среднем 50—60 см. Средняя продолжительность залегания снежного покрова составляет 160—175 дней.

### Гидрография
Территория Удмуртии относится к бассейну реки Кама и имеет густую, хорошо развитую речную сеть. Общая протяжённость всех рек республики составляет приблизительно 30 тыс. км. Обе крупнейшие реки региона — Кама и Вятка — имеют истоки на севере республики, но через несколько километров покидают её территорию. Пройдя сотни километров, обе реки возвращаются в Удмуртию — на юго-востоке и юго-западе соответственно.
Большинство рек Удмуртии имеет длину до 10 км — их количество превышает 7000. Количество малых рек (длиной от 10 до 100 км) составляет 368, а средних (от 100 до 500 км) и крупных (более 500 км) — 17. Крупнейшие реки:
| Название реки | Длина (км) | Площадь бассейна (км²) | Устье    |
| ------------- | ---------- | ---------------------- | -------- |
| Кама          | 1805       | 507 000                | Волга    |
| Вятка         | 1314       | 129 000                | Кама     |
| Чепца         | 501        | 204 00                 | Вятка    |
| Кильмезь      | 270        | 17 240                 | Вятка    |
| Иж            | 259        | 8510                   | Кама     |
| Сива          | 206        | 4870                   | Кама     |
| Вала          | 196        | 7360                   | Кильмезь |

У рек преобладает снеговое питание. Среднее время установления ледостава — середина-конец ноября, вскрытия — середина-конец апреля. Половодье начинается приблизительно в середине апреля и продолжается от 1 месяца (малые реки) до 40—45 дней (крупные реки). Из рек судоходны только Кама и Вятка.
Более 600 прудов насчитывается на территории республики (в том числе 190 прудов с площадью зеркала более 2 га), из них самые крупные — Ижевский, Воткинский, Камбарский и Пудемский. С юго-востока и юга Удмуртия омывается Воткинским и Нижнекамским водохранилищами, образованными на реке Кама в результате строительства плотин ГЭС.
| Название пруда  | Площадь бассейна (км²) | Максимальная глубина (м) |
| --------------- | ---------------------- | ------------------------ |
| Ижевский пруд   | 24                     | 12                       |
| Воткинский пруд | 18,8                   | 7—8                      |
| Камбарский пруд | 4                      | 7                        |
| Пудемский пруд  | 3,5                    | —                        |

Важную роль играют подземные водные источники, благодаря большому количеству которых Удмуртия получила неофициальное название «Родниковый край». Ежегодно из них извлекается более 60 млн м³ для хозяйственно-питьевых, технических и сельскохозяйственных нужд. Родники имеют различный состав: от слабоминерализованных сульфатно-натриевого состава до концентрированных хлоридно-натриевых и хлоридно-кальциево-натриевых рассолов, содержащих йод, бром, стронций и другие элементы. В лечебно-оздоровительных учреждениях минеральная вода разливается в бутылки. Наиболее значимые минеральные источники — Варзи-Ятчинский (сульфато-кальциевые воды), Ново-Ижевский, Кизнерский и Увинский (йодо-бромистые воды).

### Охрана природы
На территории Удмуртии созданы и функционируют:
- Национальный парк «Нечкинский», располагающийся на побережье реки Кама;
- Природный парк «Шаркан» (Шарканский район);
- Природный парк «Усть-Бельск» (Каракулинский район);
- Государственный природный заказник «Кокманский»;
- Государственный природный ботанический заказник «Андреевский сосновый бор»,

и некоторые другие заказники и особо охраняемые природные территории и памятники природы.

### Часовой пояс
Удмуртия находится в часовой зоне МСК+1. Смещение применяемого времени относительно UTC составляет +4:00.

## Полезные ископаемые

### Нефть
Основным ресурсом недр республики является нефть, 60 % запасов которой относятся к категории трудноизвлекаемых. Разведанные промышленные запасы нефти составляют приблизительно 380 млн тонн, при ежегодной добыче в 10 млн тонн. Всего на государственном балансе находятся 114 месторождений нефти, 72 из которых находятся в разработке, а 32 подготовлены для промышленного освоения. Крупнейшие месторождения — Чутырское, Киенгопское, Мишкинское, Гремихинское, Ельниковское, Вятское, Карсовайское.
Удмуртская Республика относится к Волго-Уральской нефтегазоносной провинции. Нефтепоисковые работы на её территории были начаты в 1945 году, а первые нефтепромыслы появились в 1969 году. В настоящее время все крупные месторождения разрабатываются уже десятки лет и находятся в стадии падающей добычи.

### Торф
На территории Удмуртии выявлено и учтено 619 месторождений торфа общим запасом 204,7 млн тонн. Выделяются 4 основные зоны добычи торфа:
- Бассейн Чепцы (Ярский, Глазовский, Балезинский, Кезский, Юкаменский, Дебёсский, Красногорский, Игринский и Шарканский районы), крупнейшее месторождение — Дзякино;
- Бассейн Кильмези (Селтинский, Сюмсинский, Вавожский и Увинский районы), крупнейшие месторождения — Нюрдор-Котья, Орловское, Чибьяшур;
- Прикамская низменность (Завьяловский, Воткинский, Сарапульский, Киясовский, Камбарский, Каракулинский районы);
- Юго-западная равнинная часть Удмуртской Республики, крупнейшее месторождение — Карамбай-Пычасское.

### Уголь
В республике добывались бурые и каменные угли. Главные угленосные районы — Казаковский (в Алнашском районе) и Камбарский, угленосные пласты, которые залегают на глубине 1000—1500 м. Крупнейшее месторождение — Голюшурминское.
Кроме того, в регионе имеются промышленные запасы карбонатных пород (известняка), строительного песка, песчано-гравийной смеси, глины для производства кирпича и керамзита.

### Железо
Территория Удмуртии бедна железными рудами. Железные руды — лимониты, имеются в северо-западных районах республики, особенно по правобережью Чепцы, но их качество низкое. В настоящее время запасы лимонитов истощены. Многочисленные конкреции сидерита имеются на юго-востоке, вдоль реки Камы и Кырыкмаса.
На начало 2018 года Территориальным балансом запасов общераспространённых полезных ископаемых Удмуртской Республики учитывается 542 участка недр (458 месторождений и 84 проявления): одно месторождение формовочных песков, одно месторождение флюсовых известняков и 509 месторождений и проявлений строительных материалов, а также 5 распределённых месторождений торфа, 26 месторождений и проявлений сапропеля. По видам полезных ископаемых объекты строительных материалов включают: 214 объектов песчано-гравийной смеси, 113 объектов кирпичных глинистых пород, 102 объекта строительных песков, 46 объектов известняков для химической мелиорации почв, 21 объект керамзитовых глинистых пород, 15 объектов известняков на строительные камни, 10 объектов грунтовых песчано-глинистых материалов, 1 объект глин для добавки к силикатной массе, 1 объект песков-отощителей, 1 объект песчаника. Запасы и ресурсы всех месторождений и проявлений ОПИ (без торфа и сапропеля) на 1 января 2018 года составляют: по категории А+В+С1 — 491 958,7 тыс. м³, С2 — 385 733,25 тыс. м³, Р — 133 951,4 тыс. м³, забалансовые — 39 9624,4 тыс. м³.
По состоянию на 1 января 2018 года, на балансе 108 недропользователей числился 161 участок недр.

## Население
Численность населения республики по данным Росстата составляет 1 427 282 чел. (2025). Плотность населения — 33,93 чел./км² (2025). Городское население — 
66,71 % (2022).

### Национальный состав
В республике проживают представители более 60 национальностей. Распределение по состоянию на 2010 год: русские — 62,2 %, удмурты — 28 %, татары — 6,7 %, украинцы — 0,6 %, марийцы — 0,6 %, башкиры — 0,2 %. Для приграничных районов характерна чересполосица удмуртских и русских деревень, на юге к ним добавляются — марийские и чувашские, в районе реки Чепца — татарские (чепецкие татары). На севере республики компактно проживают бесермяне. Большинство представителей остальных народов проживает в основном в городах.
Динамика изменения национального состава населения Удмуртии:
| Народ   | 1926, % | 1939, % | 1959, % | 1970, % | 1979, % | 1989, % | 2002, % | 2010, % |
| ------- | ------- | ------- | ------- | ------- | ------- | ------- | ------- | ------- |
| Русские | 43,3    | 55,7    | 56,8    | 57,1    | 58,3    | 58,9    | 60,1    | 62,2    |
| Удмурты | 52,3    | 39,4    | 35,9    | 34,2    | 32,1    | 30,9    | 29,3    | 28,0    |
| Татары  | 2,8     | 3,3     | 5,3     | 6,1     | 6,6     | 6,9     | 6,9     | 6,7     |

Примечания к таблице:
1. С 1926 по 1939 год в состав Удмуртии были включены ряд районов с преобладанием русского населения.
2. Для 1926 года процент удмуртов (вотяков) указан без учёта бесермян (учитывались как отдельный этнос).
3. Для 1926 и 2002 годов процент татар указан без учёта кряшен (учитывались как отдельный этнос).

### Языки
Владение языками в Удмуртской Республике по данным переписи 2020—2021 годов (языки, владение которыми указали 0,1 % или более от количества указавших владение каким-либо языком):
| Язык                            | Всё население | Всё население                                         | Городское население | Городское население                                   | Сельское население | Сельское население                                    |
| Язык                            | человек       | % от указавших владение языком / % от всего населения | человек             | % от указавших владение языком / % от всего населения | человек            | % от указавших владение языком / % от всего населения |
| ------------------------------- | ------------- | ----------------------------------------------------- | ------------------- | ----------------------------------------------------- | ------------------ | ----------------------------------------------------- |
| Русский                         | 1 260 067     | 99,71 % / 86,73 %                                     | 767 916             | 99,68 % / 80,47 %                                     | 492 151            | 99,75 % / 98,69 %                                     |
| Удмуртский                      | 203 281       | 16,09 % / 13,99 %                                     | 43 655              | 5,67 % / 4,57 %                                       | 159 626            | 32,35 % / 32,01 %                                     |
| Английский                      | 54 863        | 4,34 % / 3,78 %                                       | 42 763              | 5,55 % / 4,48 %                                       | 12 100             | 2,45 % / 2,43 %                                       |
| Татарский                       | 40 032        | 3,17 % / 2,76 %                                       | 28 952              | 3,76 % / 3,03 %                                       | 11 080             | 2,25 % / 2,22 %                                       |
| Немецкий                        | 14 738        | 1,17 % / 1,01 %                                       | 8630                | 1,12 % / 0,90 %                                       | 6108               | 1,24 % / 1,22 %                                       |
| Марийский                       | 4189          | 0,33 % / 0,29 %                                       | 932                 | 0,12 % / 0,10 %                                       | 3257               | 0,66 % / 0,65 %                                       |
| Украинский                      | 2555          | 0,20 % / 0,18 %                                       | 1917                | 0,25 % / 0,20 %                                       | 638                | 0,13 % / 0,13 %                                       |
| Азербайджанский                 | 2347          | 0,19 % / 0,16 %                                       | 1649                | 0,21 % / 0,17 %                                       | 698                | 0,14 % / 0,14 %                                       |
| Армянский                       | 1861          | 0,15 % / 0,13 %                                       | 938                 | 0,12 % / 0,10 %                                       | 923                | 0,19 % / 0,19 %                                       |
| Французский                     | 1670          | 0,13 % / 0,11 %                                       | 1496                | 0,19 % / 0,16 %                                       | 174                | 0,04 % / 0,03 %                                       |
| Узбекский                       | 1545          | 0,12 % / 0,11 %                                       | 1247                | 0,16 % / 0,13 %                                       | 298                | 0,06 % / 0,06 %                                       |
| Русский жестовый язык           | 1224          | 0,10 % / 0,08 %                                       | 867                 | 0,11 % / 0,09 %                                       | 357                | 0,07 % / 0,07 %                                       |
| Всего указавших владение языком | 1 263 767     | 100,00 % / 86,98 %                                    | 770 379             | 100,00 % / 80,73 %                                    | 493 388            | 100,00 % / 98,94 %                                    |
| Не указавших владение языками   | 189 147       | — % / 13,02 %                                         | 183 866             | — % / 19,27 %                                         | 5281               | — % / 1,06 %                                          |
| Итого                           | 1 452 914     | — % / 100,00 %                                        | 954 245             | — % / 100,00 %                                        | 498 669            | — % / 100,00 %                                        |

Между 1959 и 2010 годами, из-за длительной русификации, доля удмуртов, считающих родным язык своей этнической группы, сократилась с 89,1 % до 62,0 %. В Удмуртской Республике практически нет школ с преподаванием на удмуртском языке. 10 сентября 2019 года удмуртский учёный и активист Альберт Разин совершил самосожжение в Ижевске в знак протеста против русификации Удмуртии. По классификации ЮНЕСКО, удмуртский язык является языком с угрозой исчезновения.

### Населённые пункты
Всего на 2021 год в Удмуртской Республике — 6 городов (в том числе 5 республиканского подчинения), 10 посёлков сельского типа и 2119 сельских населённых пунктов.
Населённые пункты с численностью населения более 2000 человек
| 1. Ижевск       | ↘616 297 |
| 2. Воткинск     | ↘95 137  |
| 3. Сарапул      | ↘88 388  |
| 4. Глазов       | ↘85 340  |
| 5. Можга        | ↘43 557  |
| 6. Игра         | ↘19 319  |
| 7. Ува          | ↘19 057  |
| 8. Балезино     | ↘14 459  |
| 9. Завьялово    | ↗11 066  |
| 10. Кез         | ↘10 131  |
| 11. Камбарка    | ↘10 080  |
| 12. Кизнер      | ↘9284    |
| 13. Якшур-Бодья | ↗7638    |
| 14. Малая Пурга | ↘7604    |
| 15. Шаркан      | ↗7417    |

| 16. Октябрьский   | ↗7021 |
| 17. Алнаши        | ↗6837 |
| 18. Хохряки       | ↗6283 |
| 19. Новый         | ↗5980 |
| 20. Дебёсы        | ↘5663 |
| 21. Вавож         | ↘5542 |
| 22. Яр            | ↘5511 |
| 23. Селты         | ↗5230 |
| 24. Сигаево       | ↘5153 |
| 25. Сюмси         | ↘4766 |
| 26. Ягул          | ↗4630 |
| 27. Первомайский  | ↗4450 |
| 28. Каракулино    | ↘4380 |
| 29. Красногорское | ↘3855 |
| 30. Юкаменское    | ↘3495 |

| 31. Грахово   | ↗3458 |
| 32. Киясово   | ↘3187 |
| 33. Пычас     | ↗3056 |
| 34. Пирогово  | ↘3052 |
| 35. Пугачёво  | ↘2712 |
| 36. Нылга     | ↗2698 |
| 37. Вараксино | ↘2589 |
| 38. Зура      | ↘2584 |
| 39. Кильмезь  | ↗2574 |
| 40. Италмас   | ↗2551 |
| 41. Июльское  | ↗2336 |
| 42. Северный  | ↗2102 |
| 43. Чур       | ↗2100 |
| 44. Люга      | ↗2040 |

## Административно-территориальное деление
Административно-территориальное деление Удмуртской Республики определяется конституцией Удмуртской Республики. Всего в Удмуртской Республике в настоящее время — 5 городов республиканского значения и 25 районов, 11 посёлков городского типа, 262 села. В рамках муниципального устройства, в их границах образованы 5 городских округов и 25 муниципальных районов.
В 2021 году муниципальные районы были преобразованы в муниципальные округа (слово район в официальных названиях сохранено).

### Городские округа
| №   | Герб | Городской округ | Население, чел. | Карта |
| --- | ---- | --------------- | --------------- | ----- |
| I   |      | г. Ижевск       | ↘616 297        | карта |
| II  |      | г. Воткинск     | ↘95 137         | карта |
| III |      | г. Сарапул      | ↘88 388         | карта |
| IV  |      | г. Глазов       | ↘87 762         | карта |
| V   |      | г. Можга        | ↘43 557         | карта |

### Муниципальные округа
| №  | Флаг | Муниципальный округ    | Административный центр | Площадь, км² | Население, чел. |
| -- | ---- | ---------------------- | ---------------------- | ------------ | --------------- |
| 1  |      | Алнашский район        | с. Алнаши              | 896          | ↘20 182         |
| 2  |      | Балезинский район      | пос. Балезино          | 2435         | ↘27 261         |
| 3  |      | Вавожский район        | с. Вавож               | 1679         | ↘13 827         |
| 4  |      | Воткинский район       | г. Воткинск            | 1864         | ↗23 474         |
| 5  |      | Глазовский район       | г. Глазов              | 2160         | ↗15 775         |
| 6  |      | Граховский район       | с. Грахово             | 968          | ↗8805           |
| 7  |      | Дебёсский район        | с. Дебёсы              | 1033         | ↘10 987         |
| 8  |      | Завьяловский район     | с. Завьялово           | 2203         | ↗83 460         |
| 9  |      | Игринский район        | пос. Игра              | 2267         | ↘32 538         |
| 10 |      | Камбарский район       | г. Камбарка            | 763          | ↘15 570         |
| 11 |      | Каракулинский район    | с. Каракулино          | 1193         | ↗10 471         |
| 12 |      | Кезский район          | пос. Кез               | 2321         | ↘18 468         |
| 13 |      | Кизнерский район       | пос. Кизнер            | 2131         | ↗17 854         |
| 14 |      | Киясовский район       | с. Киясово             | 821          | ↘8792           |
| 15 |      | Красногорский район    | с. Красногорское       | 1860         | ↘7841           |
| 16 |      | Малопургинский район   | с. Малая Пурга         | 1223         | ↘30 993         |
| 17 |      | Можгинский район       | г. Можга               | 1997         | ↘24 523         |
| 18 |      | Сарапульский район     | с. Сигаево             | 1878         | ↘23 267         |
| 19 |      | Селтинский район       | с. Селты               | 1884         | ↗10 628         |
| 20 |      | Сюмсинский район       | с. Сюмси               | 1790         | ↘10 529         |
| 21 |      | Увинский район         | пос. Ува               | 2445         | ↘34 627         |
| 22 |      | Шарканский район       | с. Шаркан              | 1405         | ↘18 886         |
| 23 |      | Юкаменский район       | с. Юкаменское          | 1020         | ↘7574           |
| 24 |      | Якшур-Бодьинский район | с. Якшур-Бодья         | 1780         | ↘19 293         |
| 25 |      | Ярский район           | пос. Яр                | 1524         | ↘11 370         |

## Политическое устройство
Государственно-правовой статус Удмуртской Республики определяется Конституцией Российской Федерации и Конституцией Удмуртской Республики.

### Законодательная власть
Высший законодательный и контрольный орган — Государственный Совет Удмуртской Республики переизбираемый каждые пять лет. Нынешний состав избран 25 июня 2013 года, председатель — Невоструев Владимир Петрович.

### Исполнительная власть
Исполнительную власть в республике осуществляют Президент и Правительство Удмуртской Республики. В 2011 году Госсовет УР принял поправки к Конституции, согласно которым высшее должностное лицо республики будет называться «Глава Удмуртской Республики». Согласно принятому закону изменения вступили в силу в 2014 году, когда на эту должность был избран Александр Васильевич Соловьёв.
Конституционный суд Удмуртской Республики является высшим судебным органом, но до сих пор[когда?] не сформирован.

### Судебная власть
Судебную власть в республике осуществляют Верховный суд Удмуртской Республики, Арбитражный суд Удмуртской Республики, районные суды и мировые судьи.
Прокурор Удмуртской Республики и подчинённые ему прокуроры осуществляют надзор за соблюдением законов. Прокурором Удмуртской Республики с июля 2018 года является Артём Николаев.

## Экономика
Удмуртская Республика — регион с развитой промышленностью и многоотраслевым сельскохозяйственным производством. В республике самая высокая в России концентрация оборонных предприятий. В республике богатые запасы нефти, за 2006 год было добыто 10,2 млн тонн, в 2008 г. выведен на проектную мощность нефтеперерабатывающий завод в г. Ижевск. По состоянию на 1 апреля 2023 года госдолг Удмуртии составляет 109,3 % от доходов республиканского бюджета.

### Промышленность
Основные отрасли промышленности — машиностроение, металлообработка, чёрная металлургия и деревообрабатывающая промышленность. Энергетика представлена комплексом тепловых электростанций в Ижевске, Сарапуле, Воткинске и Глазове, крупнейшей из которых является Ижевская ТЭЦ-2. Металлургическое производство сосредоточено в Ижевске, литейное производство — в Ижевске и Воткинске. Выделяется производство легковых автомобилей и автофургонов, бумагоделательных машин, мотоциклов, оборудования для нефтепромыслов, охотничьих и спортивных ружей, химического оборудования. Заготовки леса ведутся в северных и западных районах республики, древесина выпускается в виде пиломатериалов, производятся мебель и домостроительные конструкции. Значительное количество предприятий республики связано с военно-промышленным комплексом России.

### Сельское хозяйство
На 1 января 2021 года сельское население составляло 504 754 человек, что составляет 34 % от общего населения Удмуртской Республики.
По природно-климатическим условиям Удмуртия относится к Волго-Вятскому (4) региону.
В 2020 году объём продукции сельского хозяйства 71,7 млрд рублей, из них продукция животноводства 48,4 млрд рублей, растениеводства 23,3 млрд рублей. Индекс производства составил 104,3 %.
Сельскохозяйственные угодья занимают до 50 % территории республики. В животноводстве преобладают крупный рогатый скот и свиньи, разводятся овцы, домашняя птица. Выращиваются рожь, пшеница, гречиха, ячмень, овёс, просо, горох, кукуруза, подсолнечник, лён, рапс, картофель, овощи, кормовые культуры.
Животноводство
На 1 января 2021 года в хозяйствах всех категорий насчитывалось 333,9 тыс. голов (-2,1 тысяча по отношению к 1 января 2020 года) крупного рогатого скота, из них коров 132,2 тыс. голов , 254,9 тыс. (-9,6 тысячи по отношению к 1 января 2020 года) свиней, 53,4 тыс. (-2,7 тысячи по отношению к 1 января 2020 года) овец и коз, 3,2 тыс. (-200 голов по отношению к 1 января 2020 года) лошадей.
В 2020 году произведено молока, включая козье, 870,8 тыс. тонн (+5,4 %), произведено на убой скота и птицы (в живом весе) 188,0 тыс. тонн (+4,7 тыс. тонн), 1090 млн яиц.
В 2020 году средний надой на корову составил 7927 кг. По сравнению с 2019 годом прирост составил 560 кг, за последние пять лет в среднем производительность увеличилась на 1565 кг. Улучшением животных молочного направления в Удмуртии занимаются 12 племенных заводов и 28 племенных репродукторов. За 2020 год число высокопродуктивных коров увеличилось на 244 %.
Растениеводство
Посевные площади за 2020 год всех категорий хозяйств составили 921,4 тыс. га, из них кормовые культуры 556,8 тыс. га, зерновые 320,5 тыс. га, картофель 20,1 тыс. га, овощи открытого грунта 3,1 тыс. га.
В 2022 году валовой сбор зерна составил 937 тысяч тонн, побив рекорд десятилетия. Средняя урожайность 27,9 ц/га. Высокий показатель в хозяйствах Можгинского, Вавожского и Шарканского районов.
| тыс. гектар | 1620 | 1400,8 | 1271,5 | 1152 | 1153,8 | 1067,2 | 1028,9 |

### Транспорт
Транспортная сеть республики представлена автомобильным, железнодорожным и воздушным транспортом.
По территории республики проходят несколько автомобильных дорог федерального значения: М7 (подъезд к Ижевску и Перми), Р320, Р321, Р322.
Единственный аэропорт республики находится в городе Ижевске. Воздушными перевозками занимается АО «Ижавиа», которое выполняет регулярные полёты по перевозке пассажиров и грузов по 14 воздушным линиям, ПАО «Аэрофлот», выполняющее регулярные рейсы из г. Москвы (аэропорт Домодедово) и обратно, и АО «Россия».
Ведущую роль в обеспечении межрегиональных связей Удмуртской Республики играет железнодорожный транспорт. Им осуществляется основная часть межрегиональных перевозок грузов и пассажиров. Основными направлениями являются линии: «Казань—Агрыз—Екатеринбург», «Киров—Балезино—Пермь», «Балезино—Ижевск—Алнаши», «Ижевск—Воткинск», «Люкшудья—Кильмезь».
|                                   |  |                                 |  |                                    |  |                                    |  |
| Железнодорожный вокзал в Глазове. |  | Железнодорожный вокзал в Можге. |  | Железнодорожный вокзал в Балезино. |  | Железнодорожный вокзал в Сарапуле. |  |

## Спорт, туризм и отдых
В республике есть профессиональные клубы в игровых видах спорта: футбольный клуб «Зенит-Ижевск», мини-футбольный клуб «Прогресс» (Глазов), женский гандбольный клуб «Университет», хоккейные клубы «Ижсталь» и «Прогресс» (Глазов), хоккейный клуб «Знамя-Удмуртия» (Воткинск), выступающий в высшей лиге чемпионата России по хоккею с мячом, волейбольный клуб «ИжГТУ-Динамо».
Главными спортивными аренами считаются Центральный Республиканский стадион «Зенит» и Ледовый дворец спорта «Ижсталь».
В республике функционирует целый ряд санаториев-профилакториев и оздоровительных комплексов, крупнейшими из которых являются санатории «Варзи-Ятчи», «Металлург» (расположен в Ижевске) и «Ува». В 2000-е годы появились новые центры активного отдыха — горнолыжные центры «Чекерил» и «Нечкино». В 2010 году открылся (после трёхлетнего ремонта) детский туберкулёзный санаторий «Юськи» в пос. Постольский.

## Образование
Основные образовательные учреждения Удмуртии расположены в столице республики. В 1990-е годы в регионе резко увеличилось число детей, изучающих удмуртский язык как предмет в дневных государственных и муниципальных школах: с 12 062 в 1990 году до 31 128 в 2001 году.
В Ижевске располагаются 4 государственных вуза, 6 филиалов государственных вузов и 5 негосударственных вузов, в том числе Удмуртский государственный университет, Ижевский государственный технический университет имени М. Т. Калашникова, Ижевская государственная сельскохозяйственная академия и Ижевская государственная медицинская академия.
Удмуртская Республика с 1 апреля 2010 года участвует в проведении эксперимента по преподаванию курса «Основы религиозных культур и светской этики» (включает «Основы православной культуры», «Основы исламской культуры», «Основы буддийской культуры», «Основы иудейской культуры», «Основы мировых религиозных культур», и «Основы светской этики»).

## Удмуртия в нумизматике
- В честь 450-летия добровольного вхождения Удмуртии в состав Российского государства Банк России 1 февраля 2008 года выпустил набор памятных монет, посвящённых Удмуртии (показаны только реверсы):

|                                                                |                                                                                                  |                                                              |                                                                           |                                                                           |
| 3 серебряных рубля с изображением дома Чайковского в Воткинске | 100 серебряных рублей с изображением здания главного корпуса бывшего Ижевского оружейного завода | 50 золотых рублей с изображением герба Удмуртской Республики | 10 000 золотых рублей с миниатюрой из Лицевого летописного свода XVI века | 10 латунно-мельхиоровых рублей с изображением герба Удмуртской Республики |

- 1 октября 2020 года Банк России выпустил в обращение памятную серебряную монету номиналом 3 рубля «100-летие образования Удмуртской Республики»[78]

### Комментарии
1. ↑  В конституции России только одно название — Удмуртская Республика, а по Конституции Удмуртской Республики, наименования «Удмуртская Республика» и «Удмуртия» равнозначны.